# Finnország elnöke

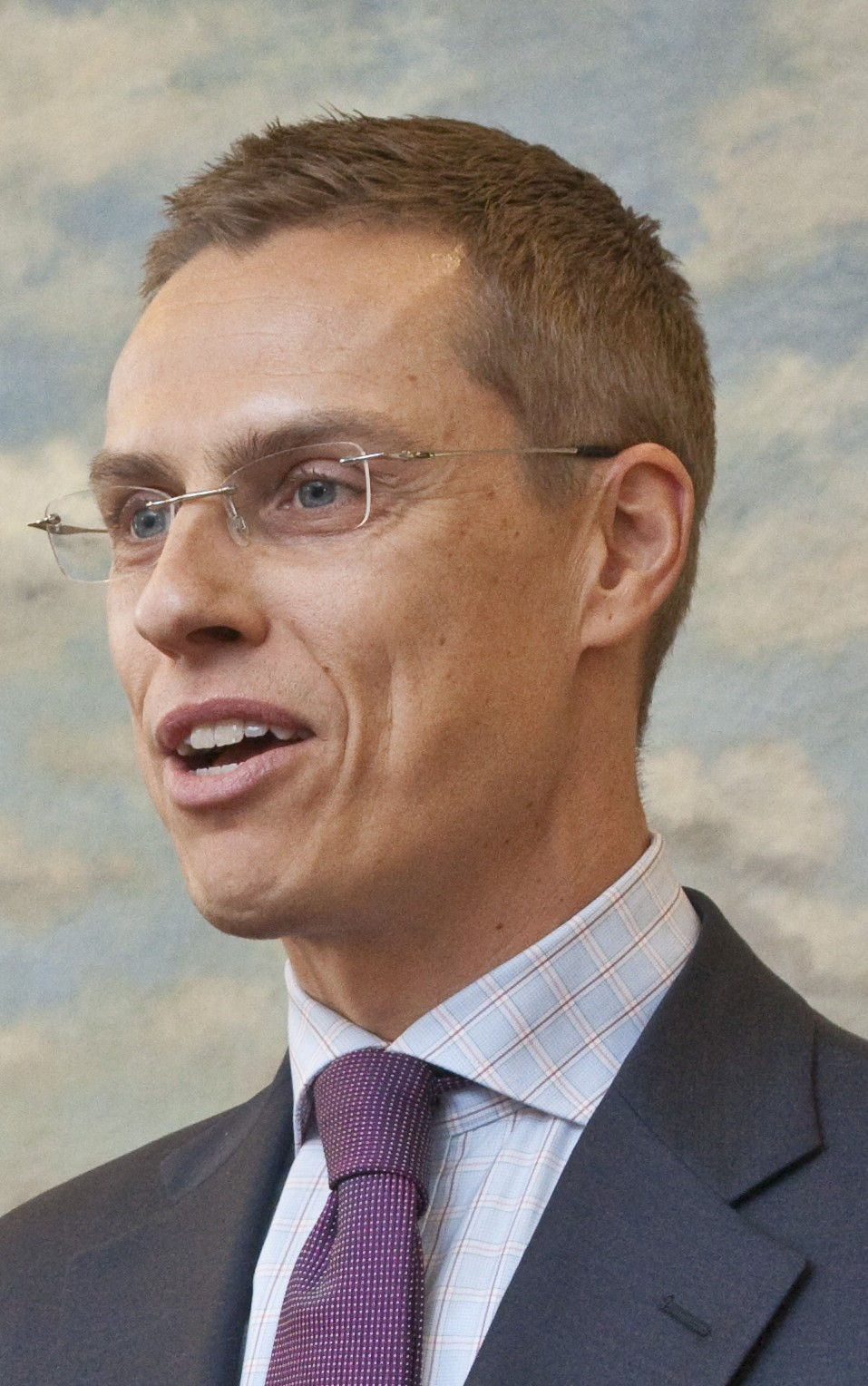
Alexander Stubb, jelenlegi finn államelnök

Finnország elnöke (finnül: Suomen Tasavallan Presidentti, svédül: Republiken Finlands President) címmel illetik Finnország államfőjét, akit a nép közvetlenül, hat évre választ. 1994 óta az elnök csak egyszer választható újra. A finn alkotmány szerint az elnöknek születésével finn állampolgárnak kell lennie. Az elnöki hivatal 1919 óta létezik. Jelenleg Alexander Stubb Finnország elnöke, aki 2024. március 1. óta van hivatalban.

## Választások

A finn elnöki zászló

Az elnöki választás jelöltjei azon regisztrált politikai pártok soraiból kerülnek ki, amelyek a megelőző parlamenti választásokon legalább egy parlamenti széket szereztek. Egy jelöltet legalább 20.000 polgár is állíthat.
1919 és 1988 között az elnököt egy erre a feladatra kijelölt közjogi méltóság választotta közvetetten. Az 1988-as elnökválasztáson ezzel párhuzamosan egy közvetett és egy közvetlen választást hajtottak végre. ha a jelöltek egyike sem érte el a szükséges többséget, a választásra kijelölt közjogi méltóság határozta meg az elnök személyét. 1994 óta a finn elnököt a nép választja közvetlenül.
Ha csak egy jelölt indul, akkor automatikusan megkapja az elnöki tisztséget, választások nélkül. Más esetben a választás minden választási év januárjának harmadik vasárnapján zajlanak a választások. Ha az első körben a jelölt a szavazatok több mint felét megszerzi, megkapja az elnöki tisztséget. Ha a jelöltek egyike sem éri el a szükséges többséget, akkor a két legtöbb szavazatot szerzett jelölt egymás ellen lép fel a három hónappal az első forduló után rendezett második választási körben. Ennek a második körnek a nyertese lesz a választott elnök. Ha ennek eredménye döntetlen, akkor a finn állami tanács (finnül: Valtioneuvosto, svédül: Statsrådet) választja meg az elnök személyét. 
A finn parlamenti választások története során azonban a fentiekben leírt folyamat kisebb eltéréseket mutatott. Ez első elnököt, Kaarlo Juho Ståhlberget a finn 1919-es alkotmány egy átmeneti szabályozása eredményeként a parlament választotta meg. 1940-ben és 1943-ban a háború folytatása miatt parlamenti választások szervezésére nem volt lehetőség. 1944-ben egy parlamenti törvény hat évre elnökké nevezte Gustaf Mannerheim jelöltet, miután Risto Ryti hivatali idejének félidejében visszalépett. Urho Kekkonen harmadik hivatali idejét a finn parlament 1973-ban kivételes szabályozás keretében négy évvel meghosszabbította.

## Hivatali beiktatás
A megválasztott elnököt a birodalmi gyűlés elnöke, valamint a leköszönő parlamenti elnök iktatja be. Az új elnök a választások utáni hónap első napján lép hivatalba. A hivatali esküt a finn alkotmány 56. cikkelye rögzíti az alábbiak szerint:
- Finnül: "Minä N.N., jonka Suomen kansa on valinnut Suomen tasavallan presidentiksi, vakuutan, että minä presidentintoimessani vilpittömästi ja uskollisesti noudatan tasavallan valtiosääntöä ja lakeja sekä kaikin voimin edistän Suomen kansan menestystä."

- Svédül: "Jag N.N., som av Finlands folk har valts till president för Republiken Finland, försäkrar att jag i utövningen av presidentämbetet redligt och troget skall följa republikens konstitution och lagar samt efter all min förmåga främja det finska folkets välfärd."

- Magyarul: "Én, N.N., a Finn Köztársaság finn nép által választott elnöke ezennel esküszöm, hogy hivatalom gyakorlása alatt a köztársaság alkotmányát és törvényeit őszintén és becsülettel betartom, és legjobb tudásom szerint a finn nép javát szolgálom."

Ezzel az esküvel (melyet a hivatalba lépés első napján, 12:20 óra körül tesznek le) kezdődik az új elnök hivatali ideje. Ezzel egyidejűleg fejeződik be a leköszönő elnök hivatali ideje. Az új elnök díszkíséretével kikíséri a parlament épületéből a régi elnököt.

## Fogadás a függetlenség napján
A függetlenség napján (finnül: itsenäisyyspäivä), december 6-án az elnöki palotában a hagyomány szerint fogadást rendeznek, melynek során az elnök fontos szerepet játszik. A fogadást a finn televízió is közvetíti. A meghívott vendégek száma 1600 és 2000 között változik. A vendégeket a politika, a társadalmi élet, sport és kultúra területéről hívják meg. 
A függetlenségnapi fogadás története az 1919-es függetlenségig nyúlik vissza. 1922-ben Ståhlberg  elnök, valamint felesége magas tisztű diplomatákat, és katonatiszteket, valamint művészeket és további hírességeket hívtak meg az elnöki palotába. A fogadás akkoriban 21 órakor kezdődött és hosszan az éjszakába nyúlt. A következő években számos hasonló fogadást rendeztek, azonban ezek kezdetben rendszertelen időközönként zajlottak. 
1946 óta négy év kivételével minden évben rendeztek fogadást az elnöki palotában a függetlenséget ünnepelve. 1952-ben a fogadást Paasikivi elnök betegsége miatt mondták le. 1972-ben a fogadást a Finlandia-Csarnokban tartották, mivel az elnöki palotán éppen felújítási munkálatokat hajtottak végre. 1974-ben a fogadást lemondták Kekkonen elnök feleségének halála miatt. 1981-ben a fogadást szintén a Finlandia-Csarnokban tartották, azonban Kekkonen elnök rossz egészségi állapota miatt Eino Uusitalo miniszterelnök helyettesítette az államfőt.

## Fordítás
- Ez a szócikk részben vagy egészben  a   Präsident der Republik Finnland című német Wikipédia-szócikk ezen változatának fordításán alapul.  Az eredeti cikk szerkesztőit annak laptörténete sorolja fel. Ez a jelzés csupán a megfogalmazás eredetét és a szerzői jogokat jelzi, nem szolgál a cikkben szereplő információk forrásmegjelöléseként.